# Juni 2007
| Juni 2007 |
| Månader under 2007: Januari · Februari · Mars · April · Maj · Juni · Juli · Augusti · September · Oktober · November · December ← December 2006 · Januari 2008 → |

- En åskådare attackerar domaren i en EM-kvalmatch i fotboll i Köpenhamn. (2 juni)

- Underhållaren Povel Ramel avlider. (5 juni)
- Henrik Dorsin tilldelas Karamelodiktstipendiet. (4 juni)
- Anaheim Ducks vinner Stanley Cup för National Hockey League 2006/2007.  (6 juni)
- Speedwayföraren Kenny Olsson avlider efter en olycka i Norrköping.  (8 juni)
- Ostindiefararen Götheborg återkommer till Göteborg efter färden till Kina.  (9 juni)

- Shimon Peres väljs till president i Israel.  (13 juni)
- FN:s förre generalsekreterare Kurt Waldheim avlider.  (14 juni)
- Den argentinske golfspelaren Angel Cabrera vinner årets US Open.  (18 juni)
- Saddam Husseins kusin Ali Hassan al-Majid, mer känd som Kemiske Ali, döms till döden genom hängning i Irak.  (24 juni)

- Gordon Brown efterträder Tony Blair som Storbritanniens premiärminister.[1]  (27 juni)

### Fotnoter
1. ↑  Johanna Melén (27 juni 2007). ”Gordon Brown har tillträtt som premiärminister”. Aftonbladet. http://www.aftonbladet.se/nyheter/article11114002.ab. Läst 11 september 2016.